# 影野臣直
影野 臣直（かげの とみなお、1959年 - ）は、日本の小説家、ノンフィクション作家。大阪府出身。よく取り上げられるテーマは、歌舞伎町、刑務所、裏社会。代表作は『歌舞伎町ネゴシエーター』。

## 略歴
大学入学のため上京後、東京・歌舞伎町で飲食業に従事。在学中からアングラ世界に身を投じ、歌舞伎町最大のぼったくりチェーン・Ｋグループを率いた。1999年新聞に「梅酒一杯一五万円」の見出しで報道されたぼったくり事件で逮捕。懲役4年6ヶ月の実刑判決を受け新潟刑務所に服役。Kグループは2000年のぼったくり防止条例により解散したという。2002年の出所後は、人脈を生かしてネゴシエーターとして活動。2005年、自伝的著作「歌舞伎町ネゴシエーター」で本格的に作家活動を開始した。雑誌連載、単行本執筆をこなすうち、報道番組で「歌舞伎町のお助けマン」として特番が組まれるなど歌舞伎町のスペシャリストとして知られるようになる。また獄中体験を活かした著作も多い。
作家と同時に自らが原作を手がけたオリジナルビデオ『闇の交渉術 歌舞伎町ネゴシエーター』で主演を務めるなど、俳優業もこなしている。

## エピソード
- 刑務所からの投稿川柳を影野が選んで評する月刊誌の連載をきっかけに全国の多くの受刑者と文通し、窮状を訴えるものへの支援活動を行う。
- 映像作品にもなった四国八十八ヶ所の霊場を巡る遍路の旅を複数回行っている。
- 大のキティちゃん好きとして知られる。

## 著書

### 小説
- 『歌舞伎町ネゴシエーター』（2005年4月 河出書房新社 ISBN 978-4309017082）
- 『刑務所（ムショ）で泣くヤツ、笑うヤツ』（2006年4月 河出書房新社 ISBN 978-4309017556）のちに河出文庫
- 『歌舞伎町ぼったくり懺悔録』（2008年12月 河出書房新社 ISBN 978-4309018874）

### ノンフィクション
- 『実録ボッタクリ商売』（2003年12月 シーズ情報出版 ISBN 978-4921105686）
- 『歌舞伎町ネゴシエーター影野臣直のプリズン・ダイエット―刑務所痩身術』（2007年12月 環健出版社 ISBN 978-4990053383）
- 『獄中川柳―五七五で詠み解く塀の中』（鉄人社 2008年12月 ISBN 978-4990073077）
- 『完全公開!!裏の交渉術---実話で明かす! どんな相手にも負けない最強（秘）テクニック』（2010年6月 河出書房新社 ISBN 978-4309019840）

### 共著
- 『歌舞伎町未解決事件』（2003年12月 シーズ情報出版 ISBN 978-4921105679）本橋信宏らとの共著
- 『禁断の女子刑務所―前科六犯の現役女囚が明かす』（2009年5月 日本文芸社 ISBN 978-4537256543）安清美との共著
- 『無罪 裁判員裁判、372日間の闘争…その日』（2012年11月 竹書房 ISBN 978-4812490761）吉野量哉との共著

## 映像作品

### Vシネマ
原案など・出演
- 実録・ぼったくり 風営法全史（2005年　主演：榊英雄　GPミュージアムソフト）原案・出演
- 闇の交渉術 歌舞伎町ネゴシエーター（2008年　GPミュージアムソフト）原案・主演
- 刑務所(ムショ)で泣くヤツ、笑うヤツ（2009年　主演：江原シュウ　GPミュージアムソフト）原案・出演
- 禁断の女子刑務所（2010年　主演：くまきりあさ美　GPミュージアムソフト）原案・出演
- 新宿狼(ウルフ)（2012年　主演：小沢仁志　オールインエンタテインメント）原案・出演
- 西成の顔(つら)（2012年　主演：白竜　オールインエンタテインメント）企画協力・出演
- 日本やくざ抗争史 西成抗争（2014年　主演：白竜　オールインエンタテインメント）原案協力・出演
- 日本やくざ抗争史 広島抗争（2014年　主演：小沢仁志　オールインエンタテインメント）原案協力・出演

出演のみ
- 野望への挑戦（2009年　原作：村上和彦　GPミュージアムソフト） - 横浜一家村尾組舎弟頭 飯島延敬
- 裏門釈放2（2017年　原作：村上和彦）
- 極道の門（2018年　原作：村上和彦） - 大浜組若頭補佐 花沢組組長 花沢哲司

### オリジナルビデオ
- ウラ宿系の歩き方／盗撮歌舞伎町ガールキャッチの手口（2004年　ムーブファクトリー）原案・監修・出演
- 歌舞伎町ネゴシエーター影野臣直のプリズン・ダイエット（2008年　GPミュージアムソフト）原案・主演
- 誰でもできるはじめてのお遍路 四国八十八ヶ所の旅（2009年　GPミュージアムソフト）原案・主演